# Sint-Martinuskerk (Bassenheim)
De Sint-Martinuskerk (Duits: Sankt Martin) is een rooms-katholieke parochiekerk in de Duitse plaats Bassenheim (Rijnland-Palts).

## Geschiedenis

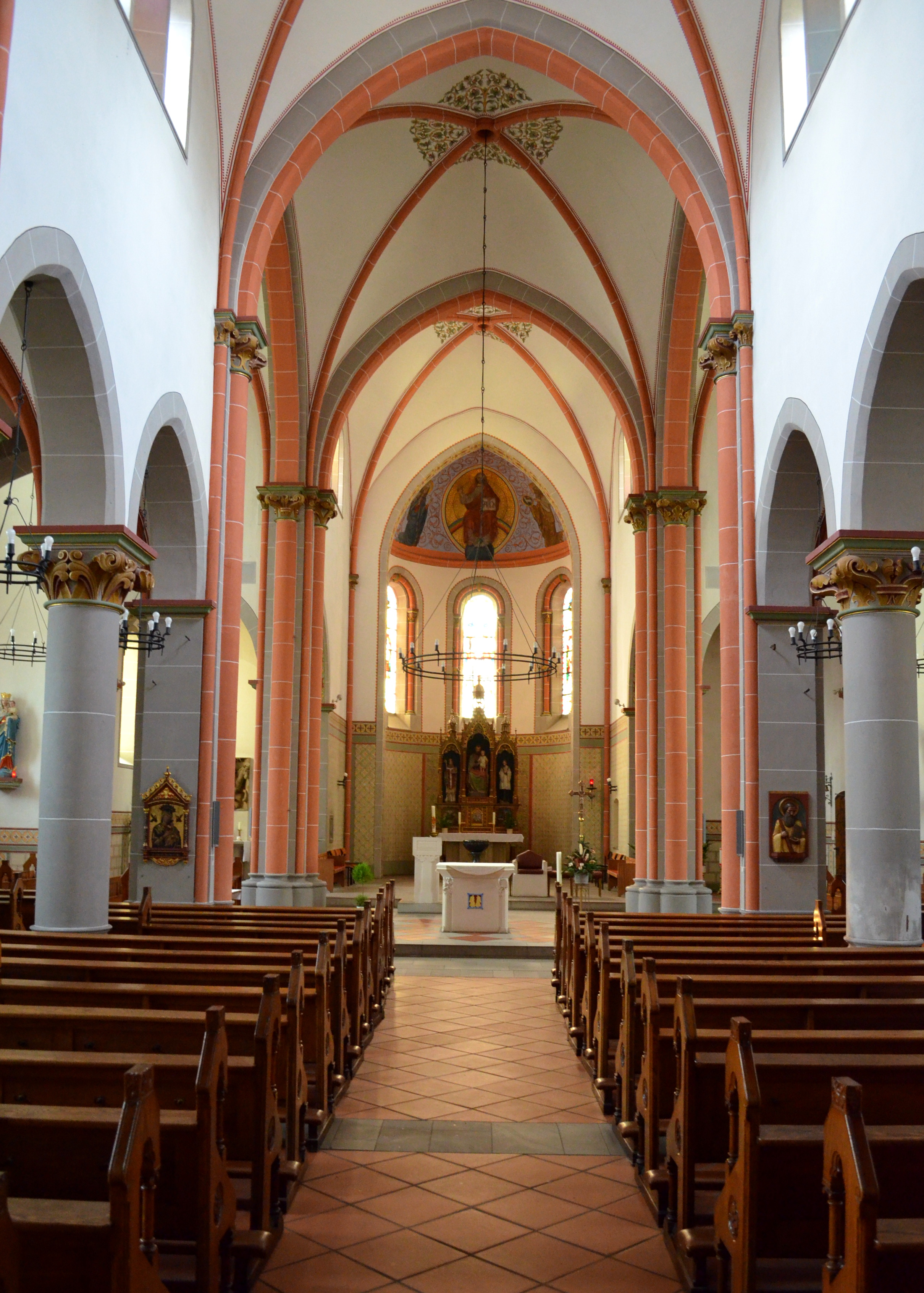
Interieur

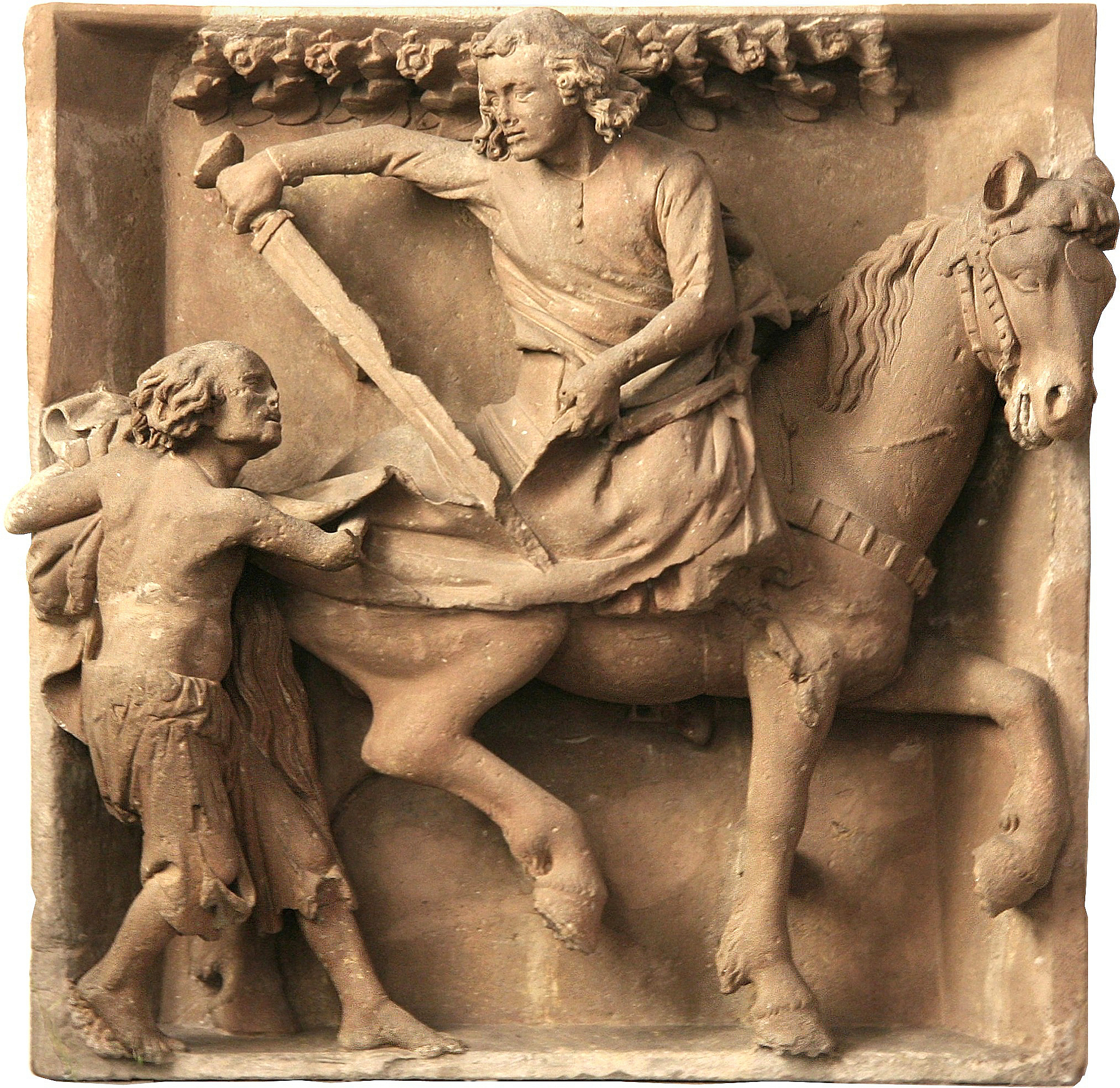
Reliëf van Sint-Martinus

De barokke voorganger betrof een in 1722 voltooide zaalkerk, die sinds het midden van de 19e eeuw voor het toenemende bevolkingsaantal te klein werd. Een schenking van 80.000 Mark door Blanche Fauquet (1834-1911) maakte de bouw van een nieuwe, grotere kerk mogelijk.
In 1898 begon men met de afbraak van de oude kerk en op dezelfde plaats werd naar het ontwerp van de architect Lambert von Fisenne een neoromaanse basiliek opgetrokken.
De eerste steen van de op de oude fundamenten gebouwde kerk werd op 26 april 1899 gelegd. Op 15 november vond de inwijding plaats. 

## Beschrijving
De gevels van de kruisvormige kerk met een halfronde apsis worden gedecoreerd met lisenen, rondboogfriezen en omlijstingen van rode zandsteen. Het middenschip en de zijkoren hebben zadeldaken, terwijl de zijschepen lessenaarsdaken bezitten. Aan de noordelijke gevel werd een pseudotransept aangebouwd met in het midden de klokkentoren. Boven het portaal bevindt zich een zevendelig roosvenster.
Zuilen en pijlers wisselen elkaar in de kerk af. Het middenschip heeft twee traveeën; de half zo brede zijschepen hebben er vier. De traveeën van de hoofdas van het gebouw worden door spitsbogen van elkaar gescheiden en bezitten kruisribgewelven. De zijschepen hebben kruisgraatgewelven.
In de apsis zijn drie vensters aangebracht. Het middelste venster toont een genadestoel, het linker Sint-Petrus en het rechter de patroonheilige van de kerk, Martinus van Tours als bisschop.
De lichtbeuk wordt onderbroken door steeds drie vensters naast elkaar, waarvan het middelste venster hoger is en een gebrandschilderd raam van een heilige bezit. De transepten hebben elk een zevendelig roosvenster. 
Op de noordelijke galerij staat het orgel met een neoromaanse orgelkas. Het orgel werd in 1902 door de firma Gebr. Gerhardt in Boppard gebouwd. 

## Bassenheimer Reiter
In kunsthistorisch opzicht is de kerk vooral van belang vanwege een 13e-eeuws, vroeggotische reliëf van zandsteen, dat zich boven een altaar in het linker zijschip bevindt. Het reliëf behoort tot de beroemdste voorstellingen van de patroonheilige in de kunstgeschiedenis en werd oorspronkelijk voor een doksaal in de dom van Mainz gemaakt. Het werk wordt aan de meester van Naumburg toegeschreven, een niet bij naam bekende middeleeuwse beeldhouwer, die in het midden van de 13 eeuw werkte en wiens beeldhouwwerken tot de belangrijkste kunstwerken van de Europese middeleeuwen behoren.
Na de afbraak van het doksaal in 1683 kwam het reliëf in de kerk van Bassenheim terecht. 
Tot de sloop van de barokke voorganger van de huidige kerk bevond het reliëf zich aan een buitenmuur van de kerk. De kunsthistoricus Paul Clemen bedong dat het reliëf in de nieuwe kerk een passende plaats zou krijgen. 

## Afbeeldingen

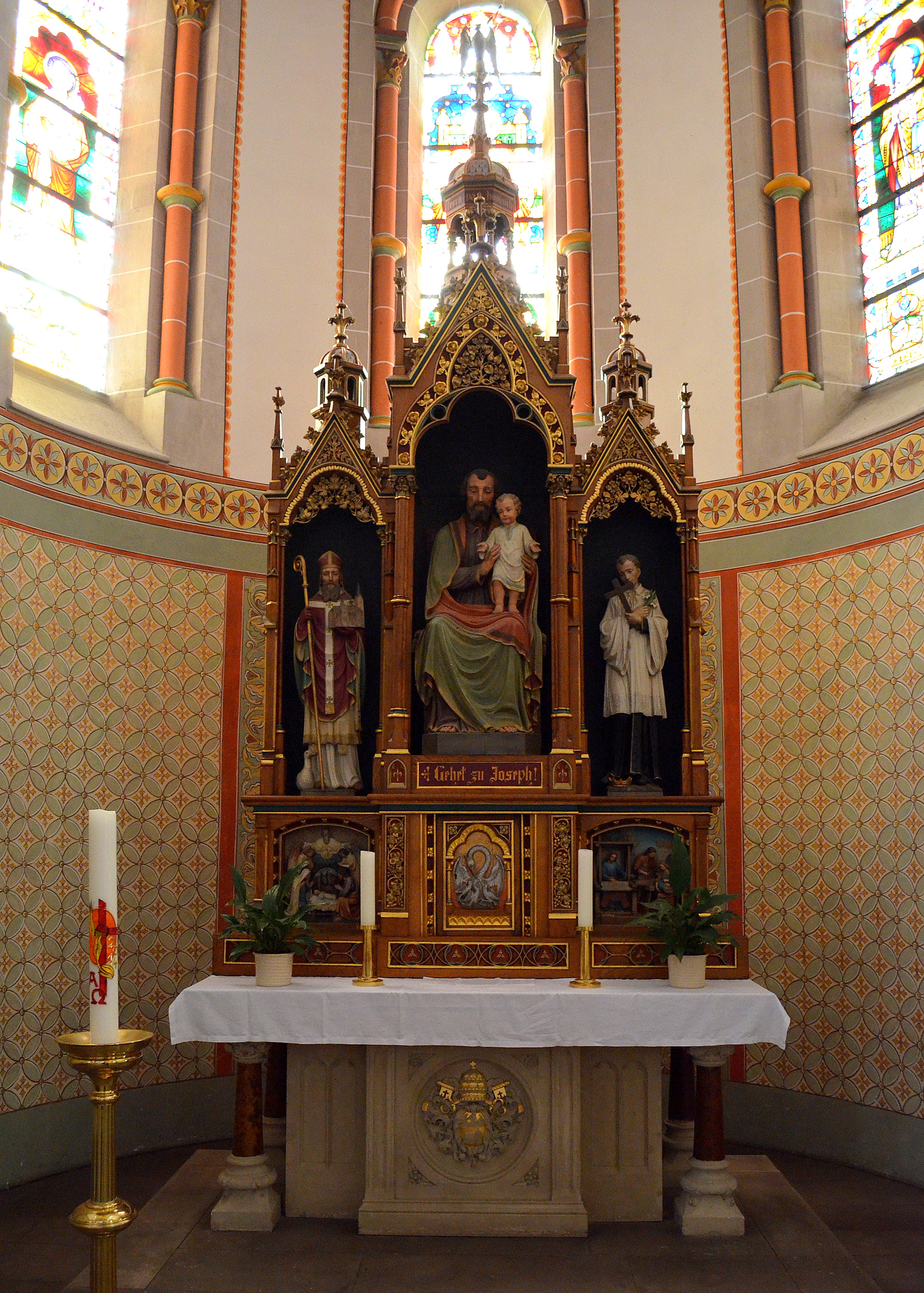
Hoogaltaar
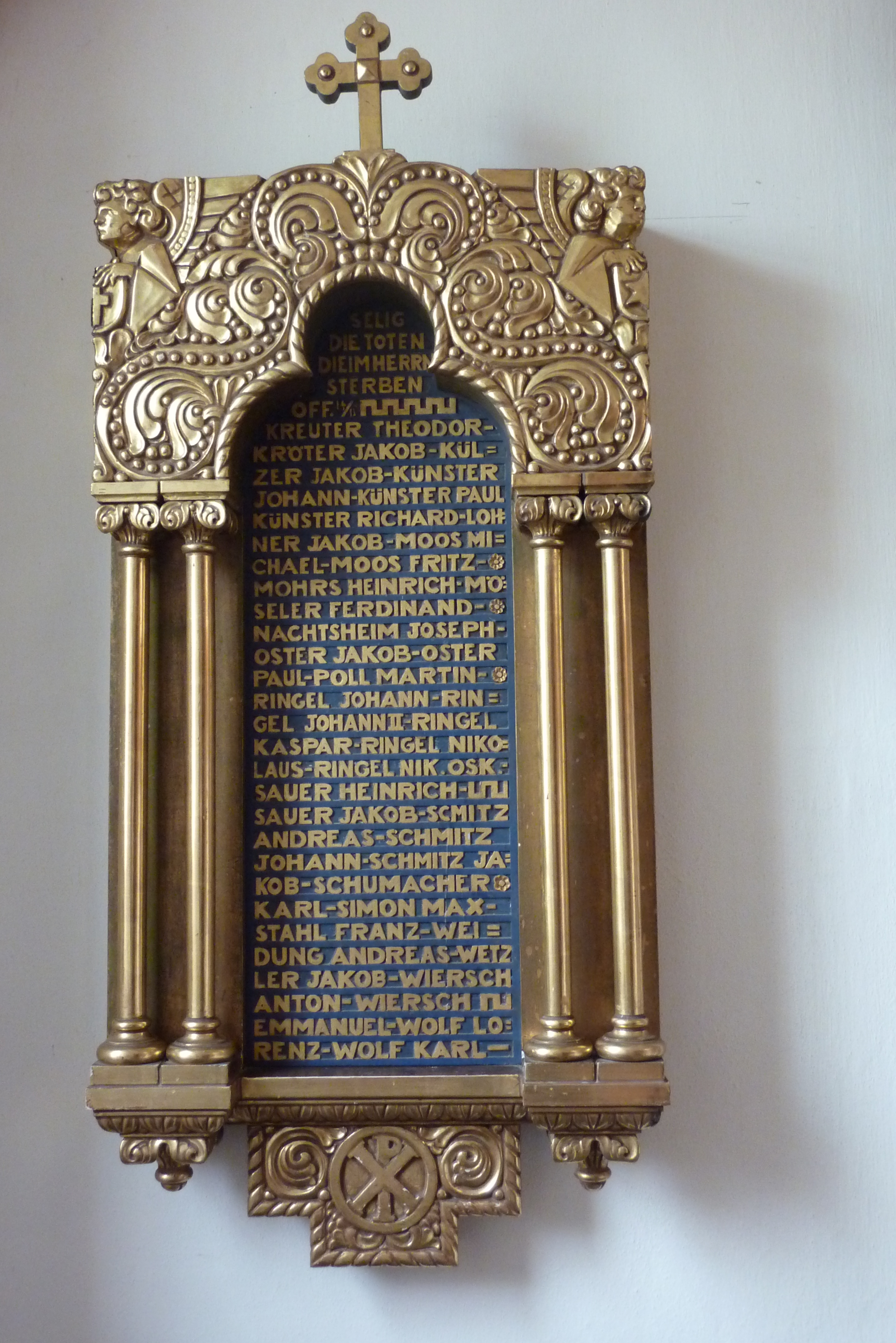
Monument voor de gevallenen in de Eerste Wereldoorlog
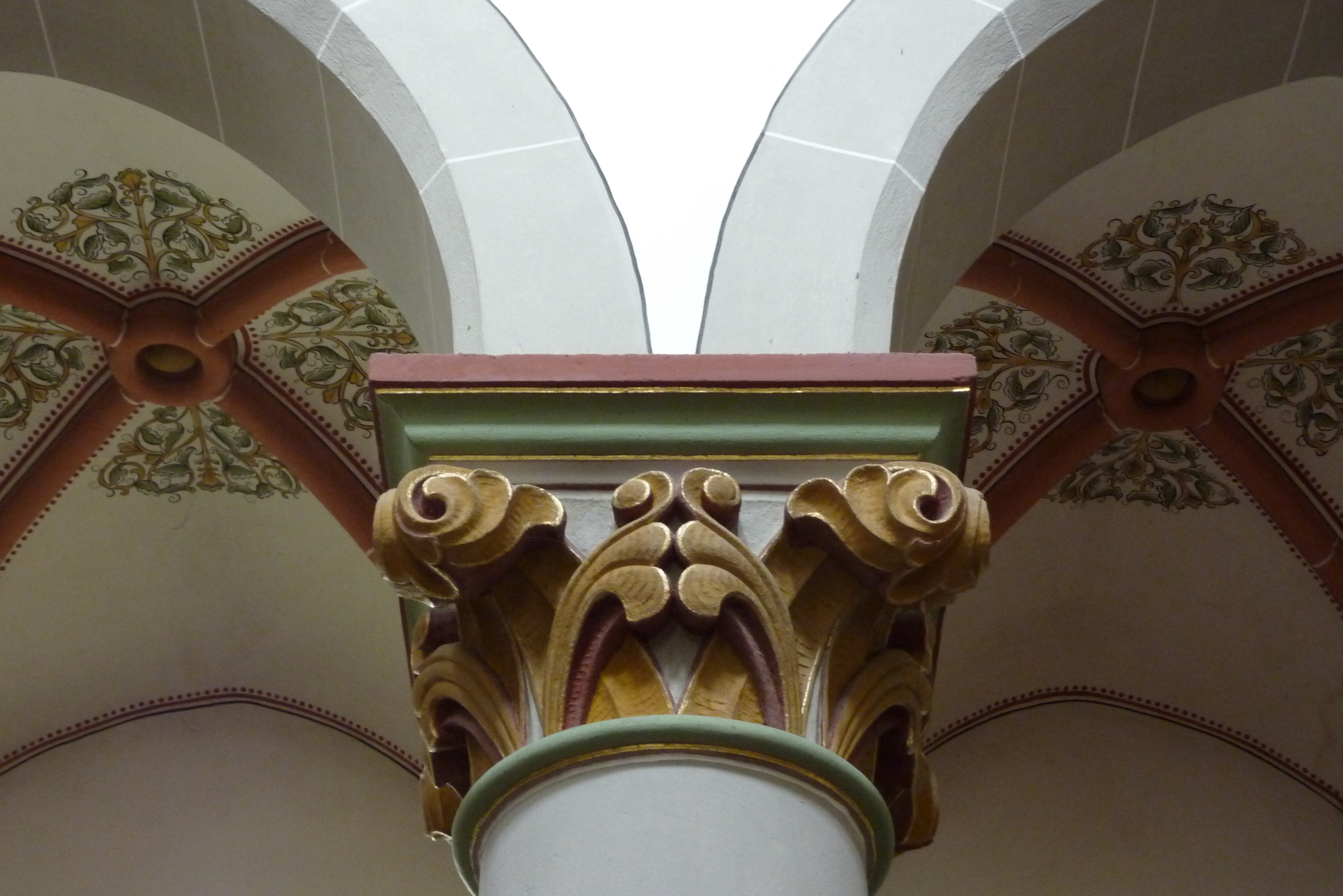
Kapiteel